# L'Ennemi naturel
L'Ennemi naturel (tj. Přirozený nepřítel) je francouzský hraný film z roku 2004, který režíroval Pierre Erwan Guillaume podle vlastního scénáře. Ve filmu začínající inspektor vyšetřuje smrt chlapce.

## Děj
Poručík soudní policie Nicolas Luhel přijíždí do přímořského městečka v Bretani, aby vyšetřil okolnosti smrti mladíka Richarda Tanguye. Ten byl nalezen mrtev na opuštěném pobřeží. Matka obviňuje svého bývalého manžela z vraždy, místní četníci se kloní k verzi, že šlo o nešťastnou náhodu. Místní obyvatelé s vyšetřovatelem příliš nespolupracují. Luhel se však snaží najít pravdu za každou cenu. Situace se zkomplikuje, když jeden ze svědků spáchá sebevraždu. Luhel nakonec zjistí, jak k úmrtí došlo, přesto se rozhodne vyšetřování uzavřít bez obvinění.

## Obsazení
| Jalil Lespert          | Nicolas Luhel           |
| Aurélien Recoing       | Serge Tanguy            |
| Patrick Rocca          | major Le Mener          |
| Doria Achour           | Adèle Tanguy            |
| Florence Loiret Caille | Nathalie Luhel          |
| Lucy Russell           | bývalá manželka Tanguye |
| Anne Coesens           | přítelkyně Tanguye      |
| Alexandra London       | milenka Tanguye         |
| Fred Ulysse            | André Goulven           |
| Anne-Louise Trividic   | místostarostka          |
| Eric Savin             | brigádník Beaupré       |
| Loïc Houdré            | četník Guillou          |
| Guillaume Bienvenu     | Richard Tanguy          |

## Ocenění
- Filmový festival v Lisabonu: nejlepší film